# Gmina Pljevlja
Gmina Pljevlja (czarn. Opština Pljevlja / Општина Пљевља) – gmina w Czarnogórze. W 2011 roku liczyła 30 786 mieszkańców.